# Mathadadyamavvanahalli, Jagalur
Mathadadyamavvanahalli là một làng thuộc tehsil Jagalur, huyện Davanagere, bang Karnataka, Ấn Độ.